# Pteronisculus
Pteronisculus es un género extinto de pez prehistórico de la superclase Osteichthyes que vivió durante el Triásico Inferior a Triásico Medio, entre hace 251 y 240 millones de años, antes de la aparición de los dinosaurios.